# Ânderson Miguel da Silva
Ânderson Miguel da Silva, född 28 juli 1983, mer känd som Nenê, är en brasiliansk fotbollsspelare som spelar för AVS.

## Klubbkarriär
Nenê började sin fotbollskarriär i São Bento och spelade efter det i många brasilianska klubbar, den senaste Cruzeiro.
Nenê flyttade till Portugal under 2008 och skrev på för CD Nacional i juli 2008. Under sin debutsäsong i Portugal gjorde han 20 mål och hjälpte laget från Madeira att nå semifinal i Portugisiska cupen och kvalificera sig till Europa League.
I juni 2009 skrev Nenê på ett fyraårigt kontrakt med Cagliari för €4,5 miljoner. Trots att Nenê fick sparsamt med tid på plan lyckades han ändå göra 8 mål under sin första säsong (säsongen 2009/2010) för klubben, näst bäst i laget. Den 12 december 2010 gjorde han hattrick mot Catania när Cagliari vann med 3-0.